# Patrula cățelușilor: Filmul
Patrula cățelușilor: Filmul (titlu original: PAW Patrol: The Movie) este un film canadian de animație din 2021, în regia lui Cal Brunker. Este produs de Spin Master. Filmul este bazat pe serialul animat Patrula cățelușilor. 
O continuare, Patrula cățelușilor: Filmul cel mare, a apărut în 2023.